# Jan Andersson i Sörgärsbo
Jan Andersson (i riksdagen kallad Andersson i Sörgärsbo), född 22 september 1783 i Västerfärnebo socken, död 10 september 1847 i Västerfärnebo socken, var en svensk riksdagsman i bondeståndet.
Andersson företrädde Vagnsbro härad av Västmanlands län vid riksdagen 1840–1841. Han var då ledamot i bondeståndets enskilda besvärsutskott, tillfällig ledamot i bevillningsutskottet och suppleant i förstärkta statsutskottet.